# كارلوس منعم
كارلوس ساؤول منعم (2 يوليو 1930-14 فبراير 2021) هو محامٍ وسياسي أرجنتيني شغل منصب الرئيس الرابع والأربعين للأرجنتين من عام 1989 إلى عام 1999. كان أيضاً عضوًا في مجلس الشيوخ عن مقاطعة لاريوخا من عام 2005 حتى وفاته. من الناحية الأيديولوجية، عرف بأنه بيروني ومؤيد للسياسات الليبرالية الاقتصاديًة. شغل منصب رئيس الحزب العدلي لمدة ثلاثة عشر عاماً وأصبح نهجه السياسي معروفاً باسم الفيدرالية البيرونية.
وُلد منعم في أنيلاكو لعائلة سورية، ونشأ كمسلم، لكنه تحول لاحقاً إلى الكاثوليكية الرومانية لمتابعة حياته السياسية. أصبح منعم بيروني خلال زيارة قام بها إلى بوينس آيريس. قاد الحزب في مقاطعة لاريوخا مسقط رأسه، وانتخب حاكماً في عام 1973.وقد أطيح به واحتُجز خلال الانقلاب الأرجنتيني عام 1976، وانتُخب حاكماً مرة أخرى في عام 1983.وقد هزم حاكم بوينس آيرس أنطونيو كافييرو في الانتخابات التمهيدية لإنتخابات 1989 الرئاسية التي فاز بها. أجبر التضخم المفرط وأعمال الشغب الرئيس المنتهية ولايته راؤول ألفونسين على الاستقالة في وقت مبكر، مما اختصر الفترة الإنتقالية الرئاسية.
أيد منعم إجماع واشنطن، وعالج التضخم بخطة التحويل في عام 1991. تم استكمال الخطة بسلسلة من عمليات الخصخصة الناجحة. أعادت الأرجنتين إقامة العلاقات الدبلوماسية مع المملكة المتحدةالتي عُلقت منذ حرب فوكلاند عام 1982، وأقامت علاقات خاصة مع الولايات المتحدة. الإنتصار البيروني في إنتخابات التجديد النصفي لعام 1993 سمح له بإقناع ألفونسين (على يد زعيم حزب المعارضة الاتحاد المدني الراديكالي (UCR) آنذاك) بالتوقيع على ميثاق أوليفوس لتعديل الدستور الأرجنتين عام 1994. سمح هذا التعديل لمنعم بالترشح لإعادة إنتخابه في إنتخابات الرئاسة الأرجنتينية عام 1995 التي بها. بدأت أزمة إقتصادية جديدة، وشكلت الأحزاب المعارضة ائتلافاً سياسياً فاز في انتخابات التجديد النصفي لعام 1997 وإنتخابات 1999 الرئاسية.
تم التحقيق معه في تهم جنائية وفساد مختلفة، بما في ذلك الإتجار الغير المشروع بالأسلحة، (حكم عليه بالسجن سبع سنوات)، وإختلاس أموال عامة (حكم عليه بالسجن لمدة أربع سنوات ونصف)، والإبتزاز والرشوة (في كليهما كان أعلن براءته). أكسبه منصبه كعضو في مجلس الشيوخ حصانة من السجن.
ترشح منعم للرئاسة مرة أخرى في عام 2003، لكنه واجه هزيمة محتملة في الاقتراع ضد نيستور كيرشنر، فاختار الإنسحاب، وسلم الرئاسة إلى كيرشنر. أنتخب عضوا في مجلس الشيوخ عن لاريوخا عام 2005. عندما توفي عام 2021 عن عمر 90 عاماً، كان أكبر رئيس أرجنتيني سابق على قيد الحياة.

## النشأة والتعليم
ولد كارلوس ساؤول منعم عام 1930 في أنيلاكو، وهي بلدة صغيرة تقع في شمال الجبلي من مقاطعة لاريوخا بالأرجنتين. والداه، ساؤول منعم (بالإسبانية: Saúl Menem)‏ ومهيبة عقيل (بالإسبانية: Mohibe Akil)‏، مواطنان سوريان من يبرود هاجرا إلى الأرجنتين. التحق بالمدرسة الابتدائية والثانوية في لاريوخا، وانضم إلى فريق كرة السلة أثناء دراسته الجامعية. زار بوينس آيرس عام 1951 مع الفريق، والتقى بالرئيس خوان بيرون وزوجته إيفا بيرون. أثر هذا على منعم ليصبح بيروني. درس القانون في جامعة قرطبة الوطنية وتخرج منها عام 1955.
بعد الإطاحة بالرئيس خوان بيرون عام 1955، سجن منعم لفترة وجيزة. انضم لاحقاً إلى خليفة الحزب البيروني، الحزب العدلي (PJ). انتخب رئيسا لمقاطعة لاريوخا في عام 1973. وبهذه الصفة، تم تضمينه في الرحلة إلى إسبانيا التي أعادت بيرون إلى الأرجنتين بعد منفاه الطويل. وبحسب السياسي البيروني خوان مانويل أبال ميدينا، لم يلعب منعم أي دور مميز في الحدث.

## حاكم لاريوخا

### الفترة الأولى (1973-1976) والاعتقال
انتخب منعم حاكما لاريوخا في عام 1973 عندما رُفِع الحظر عن البيرونية. أطيح به خلال الانقلاب الأرجنتيني عام 1976 الذي أطاح بالرئيسة إيزابيل مارتينيز دي بيرون. اتهم بالفساد وإقامة صلات مع حرب العصابات في الحرب القذرة. واحتُجز في 25 آذار، لمدة أسبوع في ثكنة محلية، ثم انتقل إلى سجن مؤقت على متن السفينة 33 أورينتالز في بوينس آيرس. وقد اعتُقل إلى جانب الوزراء السابقين أنطونيو كافيرو، وخورخي تايانا، وميغيل أونامونو، وخوسيه ديهيزا، وبيدرو أريغي، والنقابيين خورخي ترياكا، ودييجو إيبانيز، ولورينزو ميغيل، والدبلوماسي خورخي فاسكيز، والصحفي أوسفالدو باباليو، والرئيس السابق راؤول لاستيري.. وكان يتقاسم زنزانة مع بيدرو إلاديو فاسكيز، الطبيب الشخصي لخوان بيرون. خلال هذه الفترة ساعد القس لورنزو لافال، على الرغم من كونه لا يزال مسلماً. في تموز، أُرسل إلى ماجدالينا، في سجن دائم. كانت زوجته زوليما تزوره كل أسبوع، لكنها رفضت تحوله إلى الكاثوليكية الرومانية. توفيت والدته خلال الفترة التي كان فيها سجيناً، ورفض الدكتاتور خورخي رافائيل فيديلا طلبه لحضور جنازتها.وقد أطلق سراحه في 29 تموز 1978 بشرط أن يعيش في مدينة خارج المقاطعة التي يقطنها دون أن يغادرها. استقر في مار ديل بلاتا. التقى منعم بالأدميرال إدواردو ماسيرا، الذي كان ينوي الترشح للرئاسة، وعقد اجتماعات عامة مع شخصيات مثل كارلوس مونزون، وسوزانا جيمينيز، وألبرتو أولميدو. ونتيجة لذلك، أُجبر على الإقامة في مدينة أخرى هي تانديل. كان عليه أن يقدم تقريراً يومياً إلى رئيس الشرطة هوغو زامورا. رُفِع هذه الإقامة القسرية في شباط 1980. عاد إلى بوينس آيرس، ثم إلى لاريوخا. واستأنف نشاطه السياسي رغم الحظر واعتقل مرة أخرى. كان مكان إقامته القسري الجديد في لاس لوميتاس في مقاطعة فورموزا. وكان واحدا من آخر السياسيين الذين أطلق سراحهم من السجن بواسطة عملية إعادة التنظيم الوطنية.

### الفترتان الثانية والثالثة (1983-1989)
انتهى الحكم العسكري في عام 1983، وانتخب الراديكالي راؤول ألفونسين رئيساً. ترشح منعم لمنصب المحافظ مرة أخرى وانتخب بفارق واضح. استفادت المقاطعة من اللوائح الضريبية التي وضعها الجيش، والتي سمحت بزيادة النمو الصناعي.وقد سيطر حزبه على الهيئة التشريعية في المقاطعة، وأعيد انتخابه عام 1987 بنسبة 63 في المائة من الأصوات. تم تقسيم حزب العدالة في ذلك الوقت إلى فصيلين، المحافظون الذين ما زالوا يدعمون المذاهب السياسية لخوان وإيزابيل بيرون، وأولئك الذين اقترحوا تجديد الحزب. وتوقفت المنازعات الداخلية عام 1987. وكان منعم، بفوزه البارز في دائرته، أحد الشخصيات القيادية في الحزب وتنازع على قيادته.

## الانتخابات الرئاسية
قاد أنطونيو كافييرو، الذي تم انتخابه حاكماً لمقاطعة بوينس آيرس، تجديد حزب العدلي، وكان يُعتبر مرشحهم الأكثر الأوفر حظًا للرئاسة. من ناحية أخرى، كان يُنظر إلى منعم على أنه زعيم شعبوي. باستخدام نهج الخيمة الكبيرة، حصل على دعم من العديد من الشخصيات السياسية. نتيجة لذلك، هزم كافييرو في الانتخابات التمهيدية. سعى إلى إقامة تحالفات مع بانغ آند بورن، وقادة النقابات، وأعضاء سابقين في مونتونيروس، ومع التحالف الأرجنتيني ضد الشيوعية، وأشخاص من الكنيسة، و " كارابينتاداس "، إلخ. لقد وعد بـ «ثورة في الإنتاج» وزيادة هائلة في الأجور، لكن لم تتضح بالضبط السياسات التي كان يقترحها. حاول المرشح المنافس، إدواردو أنجيلوز، الإشارة إلى الأخطاء التي ارتكبها منعم وألفونسين. تم تصوير جاك دي ماهيو، المنظر الفرنسي للحركة البيرونية (والمتعاون السابق مع فيشي)، وهو يقوم بحملة من أجل منعم. كانت شعارات حملته (اتبعني!) و (لا لوس فوي محتال!) و (لن أخذلك!)[بحاجة لمصدر]
أجريت الانتخابات في 14 أيار 1989. فاز منعم بفارق كبير وأصبح الرئيس الجديد. كان من المقرر أن يتولى منصبه في 10 كانون الأول، لكن مستويات التضخم أخذت منعطفاً إلى الأسوأ، حيث نمت إلى تضخم مفرط، مما تسبب في أعمال شغب عامة. استقال الرئيس المنتهية ولايته ألفونسين ونقل السلطة إلى منعم في وقت مبكر قبل خمسة أشهر من الموعد المحدد، في 8 تموز. يمثل استلام منعم الرئاسة المرة الأولى التي ينقل فيها الرئيس الحالي السلطة بسلام إلى خلف منتخب من المعارضة منذ تولى هيبوليتو يريغوين منصبه في عام 1916.

## الرئاسة

### السياسة الاقتصادية
أجبر التضخم المفرط منعم على التخلي عن العقيدة الحزبية لصالح سياسة اقتصادية محافظة مالياً وموجهة نحو السوق. في ذلك الوقت، اعتقد معظم الاقتصاديين أن الحل الأمثل هو إجماع واشنطن. أي خفض النفقات إلى ما دون مقدار الأموال التي تكسبها الدولة، وفتح التجارة الدولية للتجارة الحرة. كان ألفونسين قد اقترح في الماضي إصلاحات مماثلة، إلى جانب بعض الخصخصة المحدودة للشركات المملوكة للدولة؛ وقد قاوم الحزب العدلي المعارض هذه المشاريع، والذي كانت فصائله الداخلية تستفيد بالفعل من السياسات الحمائية السائدة. [بحاجة لمصدر]
ومع ذلك، فإن حجم الأزمة أقنع معظم السياسيين بتغيير رأيهم.وقد تبنى منعم، الذي كان يخشى أن تجبره الأزمة على الاستقالة أيضاً، إجماع واشنطن ورفض السياسات التقليدية للبيرونية.[بحاجة لمصدر]
دعا الرئيس العديد من الشخصيات المحافظة إلى حكومته، مثل ألفارو ازولاراي، وكذلك رجل أعمال ميغيل رويج من بونج وبورن.حيث كان نائب رئيس الشركة آنذاك، حيث أصبح رويج أول وزير اقتصاد معين في 30 أيار، على الرغم من أنه سيتم استبداله بعد خمسة أيام فقط من توليه المنصب بسبب وفاته المفاجئة بسبب احتشاء عضلة القلب. تم تعيين نيستور رابانيلي مكانه، الذي خلف رويج في منصب نائب الرئيس في بونج وبورن.
أقر الكونجرس قوانين الطوارئ الاقتصادية وإصلاح الدولة. الأول سمح للرئيس منعم بتخفيض الدعم أو إزالته حسب تقديره، والثاني سمح بخصخصة مؤسسات الدولة - أولها الهواتف وشركات الطيران. كانت عمليات الخصخصة هذه مفيدة للدائنين الأجانب، الذين استبدلوا سنداتهم بأسهم الشركة. على الرغم من زيادة عائدات الضرائب والأموال المكتسبة من الخصخصة، كان الاقتصاد لا يزال غير مستقر. ترك رجال الأعمال بونج وبورن الحكومة في أواخر عام 1989، وسط جولة ثانية من التضخم المفرط.[بحاجة لمصدر]
كان التدبير الأول لوزير الاقتصاد الجديد، إرمان غونزاليس، هو التحويل الإلزامي للودائع لأجل إلى سندات حكومية: خطة BONEX. وقد أدى ذلك إلى تفاقم الركود لكنه نجح في خفض معدل التضخم، والذي كان الغرض المقصود منه. كما خفض غونزاليس الإنفاق على الرعاية الاجتماعية، بما في ذلك إنفاق الأشخاص ذوي الإعاقة.
وعين وزيره الرابع للاقتصاد، دومينغو كافالو، في عام 1991 وعمل على تعميق تحرير الاقتصاد.وقد وافق الكونجرس على خطة التحويل، حيث حدد سعر صرف ثابت واحد لواحد بين دولار الولايات المتحدة والبيزو الجديد، والذي حل محل الأسترالي. كما حد القانون من النفقات العامة، ولكن كثيرا ما تم تجاهل ذلك. في عهد كافالو، كانت هناك زيادة في التجارة الحرة، إلى جانب تخفيض عام للتعريفات الجمركية على الواردات ولوائح الدولة لمعالجة التضخم، وضرائب عالية على المبيعات والأرباح لتقليل العجز الناجم عن ذلك. في البداية، كانت الخطة ناجحة لكنها انتهت بهروب رأس المال، وخفض أسعار الفائدة، وانخفاض التضخم إلى خانة الآحاد، وازداد النشاط الاقتصادي؛ في ذلك العام وحده، نما الناتج المحلي الإجمالي بمعدل 10.5٪.[بحاجة لمصدر]
سمحت الأموال المتأتية من عمليات الخصخصة للأرجنتين بإعادة شراء العديد من سندات برادي بوند التي صدرت خلال الأزمة. كانت خصخصة خدمات الكهرباء والمياه والغاز أكثر نجاحا من سابقاتها. كما تمت خصخصة شركة واي بي إف مصفاة النفط الوطنية جزئياً، مع احتفاظ الدولة بجزء كبير من أسهمها. تمت مقاومة مشروع خصخصة صناديق المعاشات التقاعدية في الكونجرس وتمت الموافقة عليه كنظام مختلط يسمح بخيارات عامة وخاصة للعمال. وقعت الدولة أيضاً اتفاقية مالية مع المقاطعات، بحيث خفضت عجزها المحلي أيضاً؛ وقد تم مساعدة مقاطعة بوينس أيرس على تمويل يمنح الحاكم مليون بيزو يومياً.
على الرغم من أن خطة التحويل كان لها نتائج إيجابية على المدى القصير، إلا أنها تسببت في مشاكل ظهرت فيما بعد. تم فصل أعداد كبيرة من موظفي المؤسسات الحكومية المخصخصة، وارتفعت البطالة إلى أكثر من 10٪. حالت مدفوعات التعويضات الكبيرة دون رد فعل شعبي فوري.وقد أجبرت التجارة الحرة والتكاليف الباهظة بالدولار الشركات الخاصة على خفض عدد العمال أيضاً، أو المخاطرة بالإفلاس. ولم تتمكن النقابات من مقاومة التغييرات. عانى الأشخاص ذوو الدخل المنخفض، مثل المتقاعدين والعاملين في الدولة، من زيادة الضرائب بينما ظلت أجورهم مجمدة. كما عانت بعض المقاطعات، مثل سانتياغو ديل إستيرو وجوجوي وسان خوان، من أعمال شغب عنيفة. وللتعويض عن هذه المشكلات، بدأت الحكومة عدداً من برامج الرعاية الاجتماعية وأعادت السياسات الحمائية على بعض قطاعات الاقتصاد. كان من الصعب على الشركات الأرجنتينية أن تصدر، ما أن سهولة الاستيراد تلحق الضرر بمعظم المنتجين الوطنيين. وسرعان ما انزلقت الميزانية الوطنية إلى عجز.
سرعان ما بدأ كافالو الموجة الثانية من الخصخصة، واستهدفت هذه المرة الخدمة البريدية الوطنية، وكوريو أرجنتينو، ومحطات الطاقة النووية في البلاد. كما حد من مقدار المبالغ المالية المفرج عنها للمحافظات. وكان لا يزال يحظى بدعم منعم الكامل، على الرغم من المعارضة المتزايدة داخل حزب العدالة.[بحاجة لمصدر]
أثرت أزمة تيكيلا المكسيكية عام 1994 على الاقتصاد الوطني، مما تسبب في العجز والركود ونمو البطالة. كما خفضت الحكومة النفقات العامة وأجور موظفي الدولة ورفعت الضرائب. تم تخفيض العجز والركود، لكن البطالة ظلت مرتفعة. وزاد الدين الخارجي. كما أثبتت الأزمة أن النظام الاقتصادي كان عرضة لهروب رأس المال.
أدى الاستياء المتزايد من البطالة والفضائح الناجمة عن خصخصة الخدمة البريدية إلى إقالة كافالو من منصب وزير، واستبداله بروكي فرنانديز. حافظ فرنانديز على تقشف كافالو المالي. قام بزيادة سعر الوقود، وباع ما تبقى من أسهم الدولة في شركة واي بي إف إلى شركة ربسول، وطرد موظفي الدولة، ورفع ضريبة القيمة المضافة إلى 21٪. قوبل قانون العمل الجديد بمقاومة من قبل البيرونيين وأحزاب المعارضة والنقابات، ولم تتم الموافقة عليه من قبل الكونجرس.[بحاجة لمصدر]
كما أثرت الأزمة المالية الآسيوية عام 1997 والأزمة المالية الروسية عام 1998 على البلاد مع عواقب استمرت لفترة أطول من أزمة تيكيلا وبدأت في الركود.

### السياسة الخارجية
خلال رئاسة منعم، تحالفت الأرجنتين مع الولايات المتحدة، وكانت لها علاقات خاصة مع البلاد. كانت علاقات منعم جيدة مع الرئيس الأمريكي جورج بوش الأب وخليفته بيل كلينتون منذ عام 1993 فصاعداً.
غادرت حركة عدم الانحياز البلاد، وتوقف برنامج صاروخ كوندور. دعمت الأرجنتين جميع المواقف الدولية للولايات المتحدة، وأرسلت قوات إلى حرب الخليج، وجهود حفظ السلام بعد حرب كوسوفو.
تم قبول البلد كحليف رئيسي من خارج الناتو، ولكن ليس كعضو كامل.
أعادت حكومة منعم تأسيس العلاقات مع المملكة المتحدة، التي توقفت منذ حرب الفوكلاند، بعد أن تركت مارغريت تاتشر السلطة في عام 1990. أعطيت المناقشات بشأن النزاع على السيادة على جزر فوكلاند أولوية أقل مؤقتاً وتحول التركيز إلى المناقشات حول حقوق الصيد.
كما قام منعم بتسوية جميع القضايا الحدودية المتبقية مع تشيلي. لاجو ديل ديسيرتو، الأرجنتين كان له تحكيم دولي لصالح الأرجنتين. كان الاستثناء الوحيد هو النزاع على حقل الجليد الجنوبي في باتاغونيا، الذي لا يزال مفتوحاً.
في عام 1991 أصبح منعم أول رئيس دولة للأرجنتين يقوم بزيارة دبلوماسية لإسرائيل. واقترح التوسط بين إسرائيل وسوريا في مفاوضاتهما حول مرتفعات الجولان. تضررت العلاقات الدبلوماسية بين الأرجنتين وإسرائيل في وقت لاحق بسبب عدم وجود نتائج في التحقيقات بشأن الهجمات الإرهابية ضد السفارة الإسرائيلية ومركز AMIA في بوينس آيرس.

### الهجمات الإرهابية

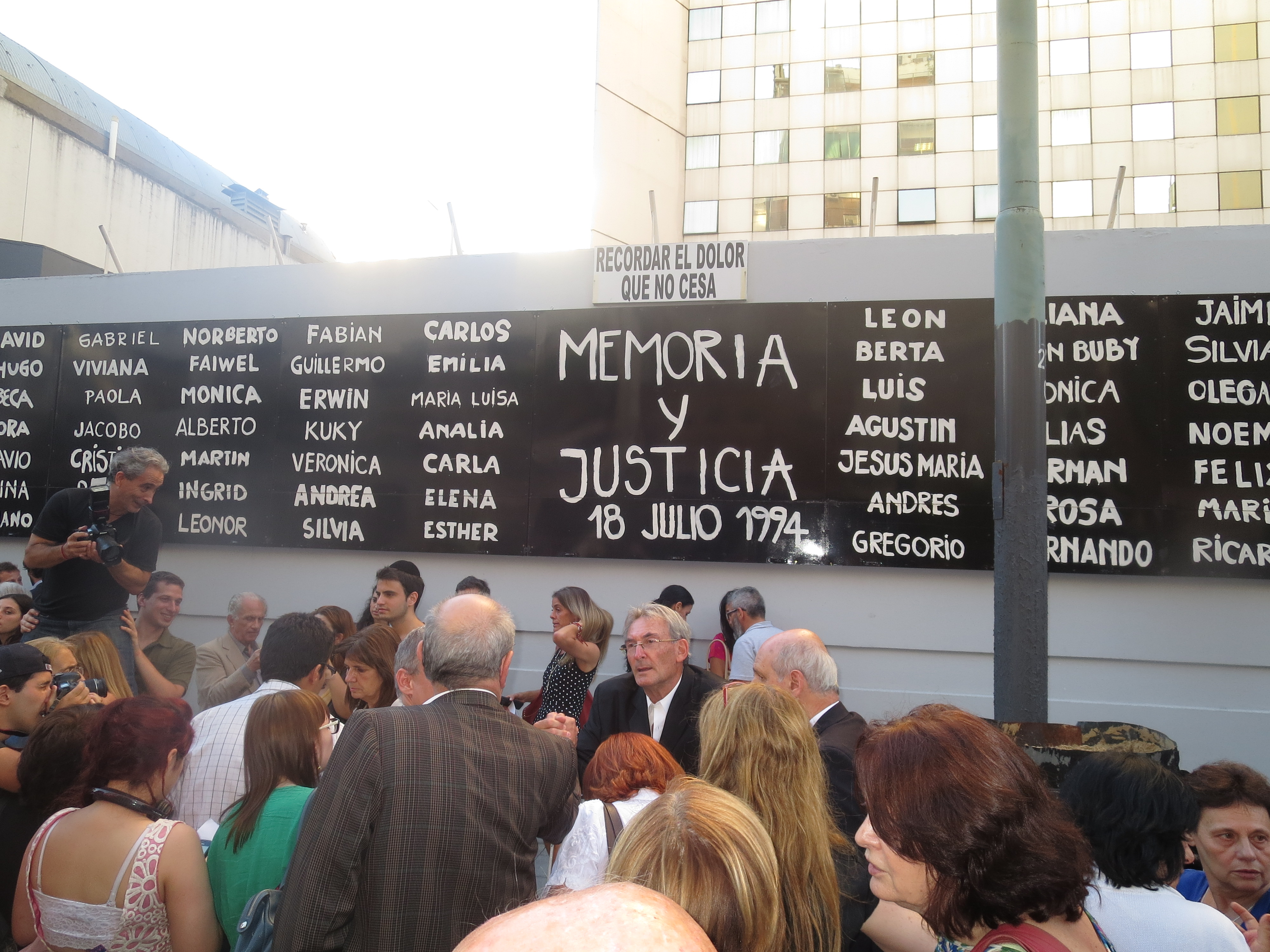
مظاهرة في ذكرى تفجير آميا.

تعرضت السفارة الإسرائيلية لهجوم إرهابي بسيارة مفخخة في 17 آذار 1992. كان يُنظر إليه على أنه نتيجة لمشاركة الأرجنتين في حرب الخليج. بالرغم من إعلان حزب الله مسؤوليته عنها،[بحاجة لمصدر] حققت المحكمة العليا في عدة فرضيات أخرى. وقد كتبت المحكمة تقريراً في عام 1996 يشير إلى أنه ربما كان انفجاراً لمخبأ أسلحة مخزّن في الطابق السفلي. كانت فرضية أخرى مفادها أن الهجوم كان من الممكن أن ينفذه متطرفون يهود لإلقاء اللوم على المسلمين وإفشال مفاوضات السلام. أخيراً، حملت المحكمة حزب الله مسؤولية الهجوم في أيار 1999.
وتعرضت الرابطة الأرجنتينية الإسرائيلية المتبادلة لهجوم إرهابي بسيارة مفخخة أخرى في 18 تموز 1994، أسفر عن مقتل خمسة وثمانين شخصاً. كان الهجوم الإرهابي الأكثر تدميرا في تاريخ أمريكا اللاتينية. تمت إدانة الهجوم عالميا، وأعرب 155000 شخص عن قلقهم في مظاهرة في ساحة الكونغرس ؛ لكن منعم لم يحضر. ظلت القضية القانونية دون حل خلال الفترة المتبقية من رئاسة منعم. وكان منعم قد اقترح، في أول مؤتمر صحفي، أن قادة سابقين في الكارابينتادا قد يكونون مسؤولين عن الهجوم، لكن تم رفض هذه الفكرة من قبل وزير الدفاع بعد عدة ساعات. اعتبر مكتب وكالة المخابرات المركزية في بوينس آيرس في البداية أنه هجوم إيراني سوري مشترك، لكن بعد بضعة أيام اعتبر أنه مجرد هجوم إيراني. كما فضل منعم والموساد هذا الخط من التحقيق. نتيجة للهجوم، زاد تأثير الجالية اليهودية في الأرجنتين على السياسة الأرجنتينية. بعد سنوات، اتهم المدعي العام ألبرتو نيسمان منعم بالتستر على إرهابين محلين لهم علاقة بالهجوم، حيث قد يكون الإرهابيون المحليون من الأقارب السوريين البعيدين لعائلة منعم. ومع ذلك، لم يُحاكم منعم قط على هذا التستر المشتبه به ، وفي 18 كانون الثاني 2015، عُثِر على نيسمان ميتاً برصاصة في رأسه في منزله في بوينس آيرس.
في 15 آذار 1995، توفي نجل كارلوس منعم الابن [الإنجليزية] أثناء قيادة طائرة عمودية من طراز بيل 206، جنبا إلى جنب مع سيلفيو أولترا الذي كان يركب كراكب. وأفادت الأنباء أن المروحية ضربت خطوط كهرباء بالقرب من رامالو في شمال مقاطعة بوينس آيرس وتحطمت، مما أسفر عن مقتل الرجلين. في وقت لاحق، تم استخراج رفات منعم الابن وسط مزاعم القتل من قبل والدته زوليما يوما. وكان منعم قد اتهم جماعة حزب الله الإسلامية الشيعية اللبنانية بقتل ابنه.

## الحياة المهنية
شغل منصب حاكم لاريوخا مرتين بين 1973 و1979 في الدور الأول ثم بين 1983 و1989 في الدور الثاني. فاز في الانتخابات الرئاسية عام 1989 بعد حملة انتخابية ركزت على حقوق الطبقة العاملة. استلم رئاسة البلاد خلال مرورها بأزمة تضخم وركود اقتصادي كبيرة. قامت حكومته بتخصيص قطاعات إنتاجية كثيرة مثل البريد والاتصالات والطاقة مما جذب استثمارات ورؤوس أموال أجنبية للبلاد وأصلح الوضع الاقتصادي.
أعادت حكومته العلاقات التي انقطعت مع بريطانيا من بعد حرب جزر الفوكلاند، وسوّت مشاكل ترسيم الحدود مع تشيلي.

## بعد الرئاسة

### تهم الفساد
في 7 حزيران 2001، تم القبض على منعم بسبب فضيحة تهريب الأسلحة الأرجنتينية. واستند قرار القبض إلى الصادرات التي تمت في عامي 1991 و 1996 إلى الإكوادور وكرواتيا. وظل رهن الإقامة الجبرية حتى تشرين الثاني. ومثل أمام قاض في أواخر آب 2002 حيث نفى جميع التهم الموجهة إليه. هرب منعم وزوجته الثانية التشيلية سيسيليا بولوكو، اللذان رزقا بطفل منذ زواجهما في عام 2001، إلى تشيلي.وقد طلبت السلطات القضائية الأرجنتينية مرارا بتسليم منعم لمواجهة تهم الاختلاس. ولكن رفضت المحكمة العليا الشيلية هذا الطلب لأنه بموجب القانون التشيلي لا يمكن تسليم الأشخاص للاستجواب. في 22 كانون الأول 2004، بعد إلغاء أوامر القبض، عاد منعم مع أسرته إلى الأرجنتين. ولا يزال يواجه تهم الاختلاس وعدم الإعلان عن الأموال الغير قانونية الموجودة في بنك سويسري. تم إعلان براءته من هذه التهم في 2013.
في آب 2008، ذكرت هيئة الإذاعة البريطانية (بي بي سي) أن منعم يخضع للتحقيق لدوره في انفجار ريو ترسيرو عام 1995، والذي يُزعم أنه جزء من فضيحة الأسلحة التي تورطت فيها كرواتيا والإكوادور. وبعد صدور حكم من محكمة الاستئناف بإدانة منعم بتهمة التهريب، حكم عليه بالسجن سبع سنوات في 13 حزيران 2013، لدوره في تهريب الأسلحة بشكل غير قانوني إلى الإكوادور وكرواتيا؛ وقد أكسبه منصبه كعضو في مجلس الشيوخ حصانة من السجن، وقد أتاح له سنه المتقدم (82 عاماً) إمكانية الإقامة الجبرية. وحكم على وزير دفاعه أثناء بيع الأسلحة، أوسكار كاميليون، في نفس الوقت بالسجن لمدة خمس سنوات ونصف. كان من المقرر أن يحضر منعم محاكمة في القضية التي وجهت إليه «بالمسؤولية غير المباشرة'» في 24 شباط 2021 ؛ لكنه مات قبل ذلك بعشرة أيام.
في كانون الأول 2008، وافقت شركة سيمنز الألمانية متعددة الجنسيات على دفع 800 دولار مليون غرامة لحكومة الولايات المتحدة، وحوالي 700  مليون يورو للحكومة الألمانية، لتسوية مزاعم الرشوة. كشفت التسوية أن منعم تلقى حوالي 2 أمريكي مليون دولار في شكل رشاوى من شركة سيمنز، مقابل منح عقد إصدار بطاقة الهوية الوطنية وجواز السفر لشركة سيمنز ونفى منعم الاتهامات لكنه وافق مع ذلك على دفع غرامة.
في 1 كانون الأول 2015، أدين منعم أيضاً بتهمة الاختلاس، وحكم عليه بالسجن لمدة أربع سنوات ونصف. كما تلقى دومينغو كافالو، وزير الاقتصاد، وراؤول جرانيلو أوكامبو، وزير العدل السابق في عهد منعم، أحكاماً بالسجن لأكثر من ثلاث سنوات لمشاركتهم في الخطة، وأمروا بسداد مئات الآلاف من البيزو كمكافآت غير قانونية.

## وفاته
في 13 حزيران 2020، تم نقل منعم إلى المستشفى بسبب حالة التهاب رئوي حاد وتم وضعه في العناية المركزة. جاءت نتيجة اختباره سلبية لـ فيروس كورونا 2019، وخرج من المستشفى في 29 حزيران، بعد ثلاثة أيام من عيد ميلاده التسعين. في 15 كانون الأول، أُدخل المستشفى مرة أخرى في مصحة لوس أركوس بسبب عدوى أحادية. في 24 كانون الأول، دخل منعم في غيبوبة بعد فشل كلوي.
توفي يوم الأحد 14 شباط 2021 ميلادي، الموافق 2 رجب 1442 هجرياً، عن عمر ناهز 90 عاماً بعد في مستشفى Sanatorio Los Arcos في بوينس آيرس من مضاعفات التهاب المسالك البولية. أصدرت الحكومة الوطنية ثلاثة أيام حداد وطني، وأقامت جنازة عامة في قصر الكونغرس الوطني الأرجنتيني. وحضره العديد من السياسيين، بمن فيهم الرئيس ألبرتو فرنانديز، ومئات الأشخاص. ودُفن في مقبرة سان جوستو الإسلامية في اليوم التالي بجوار ابنه.

## الإرث والصورة العامة

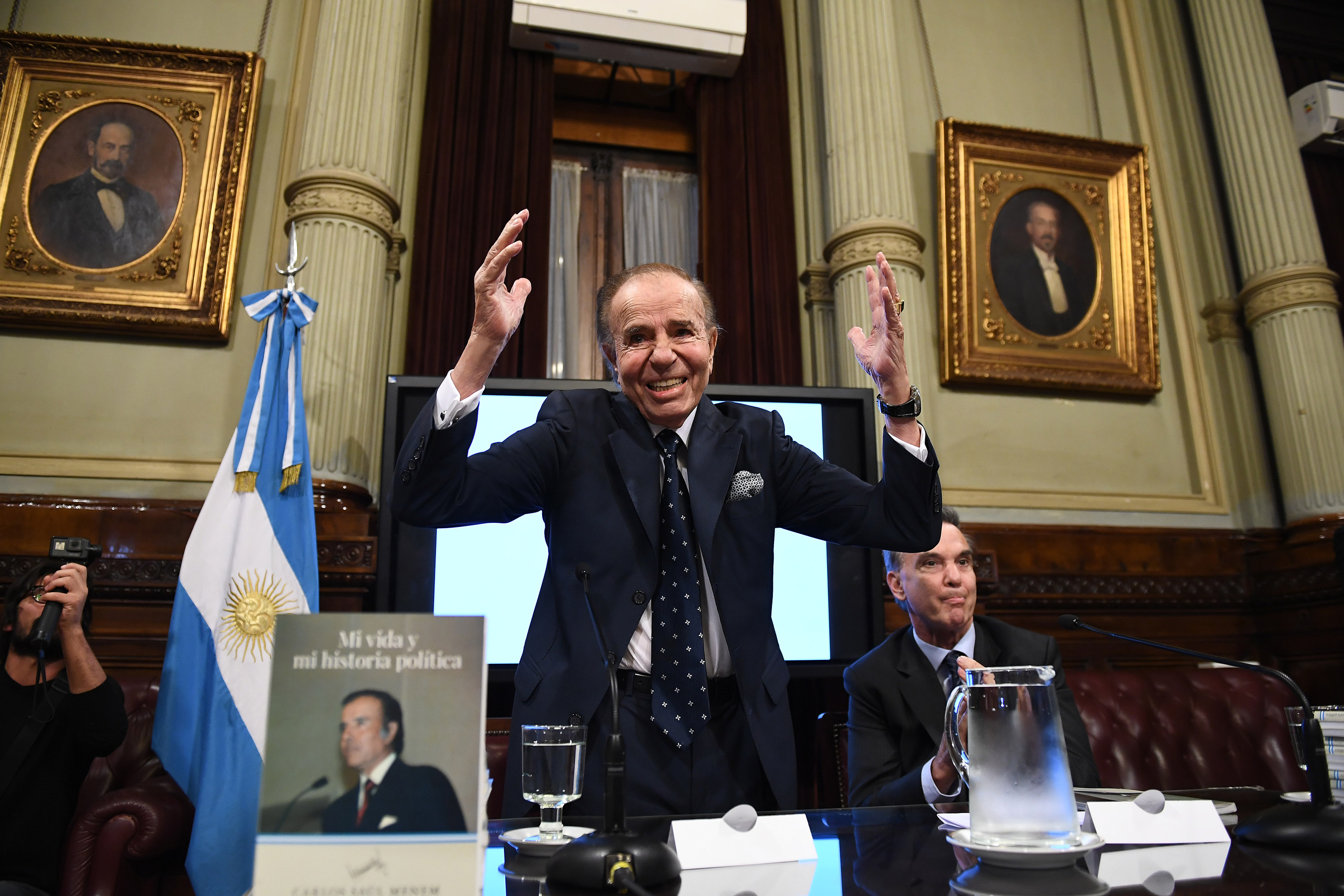
منعم في مجلس الشيوخ أيار 2018

في الأيام الأولى، رسم منعم صورة مشابهة للزعماء القدامى، مثل فاكوندو كيروغا وتشاتشو بينالوزا. قام بتجهيز سوالفه بأسلوب مماثل. وحضر حفل تنصيبه الرئاسي عدد من الغاوتشو
خلافا للتقاليد البيرونية، لم يحضر منعم تجمعات ضخمة في بلازا دي أيار لمخاطبة الناس من شرفة كازا روسادا. بدلاً من ذلك، استفاد بشكل كامل من وسائل الإعلام، مثل التلفزيون.
تم تكريم إدارة منعم من قبل الليبراليين خافيير ميلي ودييجو جياكوميني في أواخر عام 2010.
على عكس السلطات البيرونية الأخرى، صوت منعم لصالح معاهدة السلام والصداقة لعام 1984 بين شيلي والأرجنتين. كان الرئيس التشيلي باتريسيو أيلوين متشككاً في البداية تجاه نظيره الأرجنتيني، لكنه غير رأيه بمرور الوقت، قائلاً في وقت من الأوقات «هذا التركي ينتصر عليهم جميعاً» (بالإسبانية: este turco se los conquista a todos)‏. كان لخليفة أيلوين، إدواردو فراي رويز تاغلي، علاقات حميمة خصوصًا مع منعم. كل هذا جعل منتقديه يصفونه بأنه «موالي لتشيلي». وصفه رئيس تشيلي سيباستيان بينيرا بعد وفاته بأنه «صديق جيد لشيلي». وبالمثل، وصف وزير الخارجية التشيلي السابق خوسيه ميغيل إنسولزا منعم بأنه «أحد أفضل أصدقاء تشيلي».

## التكريم

### التكريم الأجنبي
- ماليزيا :
  -  حاصل على وسام تاج المملكة الفخري (1991).[87]
- أوروغواي
  -  ميدالية جمهورية الأوروغواي الشرقية (1994).[88]
- المملكة المتحدة :
  -  وسام القديس ميخائيل والقديس جرجس (الفارس الفخري) (1998).[89]

## روابط خارجية
- كارلوس منعم على موقع IMDb (الإنجليزية)
- كارلوس منعم على موقع الموسوعة البريطانية (الإنجليزية)
- كارلوس منعم على موقع مونزينجر (الألمانية)
- كارلوس منعم على موقع إن إن دي بي (الإنجليزية)
- كارلوس منعم على موقع قاعدة بيانات الفيلم (الإنجليزية)